# That節
that節（ザットせつ）とは、英語において接続詞や関係詞のthatによって導かれる節の総称である。
英単語“that”には、接続詞や関係詞として「名詞節を導く」、「形容詞節を導く」、「副詞節を導く」役割がある。したがって、「that節とは、thatによって導かれる名詞、形容詞、副詞節の総称である」と考えてよい。

## 名詞節
接続詞のthatによって導かれる。節の中は完全文である。
主語、目的語、補語として用いられる。目的語の場合はthatが省略されることもある。文頭にthat節があれば、主語として用いられた名詞節である。ただし英語のようなSVO型言語では文頭に長い節があるのは嫌われるので、後ろに移動して（右方移動）、文頭には代りに虚辞のItが立つことが多い（It...that構文）。
同格名詞節として働くこともある。形容詞節（関係詞が導く節）と紛らわしいことが多いが、節の中で文の要素が十分である。

## 形容詞節
関係代名詞のthatによって導かれる。節の中は不完全文である。thatが省略されることもある。同格名詞節のthat節と紛らわしいことが多いが、節の中で目的語にあたる名詞、代名詞など文の要素が欠けている。その欠けた要素に相当する名詞節（先行詞）が主文に明示され、それをthat節が修飾する形で文が構成される。
また先行詞が省略されthat節自体が主語となっているコピュラ文もある。これはIt...that構文に変換される場合（分裂文）が多い。
関係副詞の代用としてthatが用いられることもある。

## 副詞節
接続詞のthatによって導かれる。節の中は完全文である。so 形容詞 that構文やsuch 名詞 that構文におけるthatは副詞節を導く。